# Kanton Decize
Kanton Decize (francouzsky Canton de Decize) je francouzský kanton v departementu Nièvre v regionu Burgundsko. Tvoří ho sedm obcí.

## Obce kantonu
- Avril-sur-Loire
- Champvert
- Decize
- Devay
- Fleury-sur-Loire
- Saint-Germain-Chassenay
- Verneuil